# Borgo Pace
Borgo Pace là một đô thị ở tỉnh Pesaro và Urbino trong vùng Marche, nằm cách 100 km về phía tây của Ancona và khoảng 60 km về phía tây nam của Pesaro. Tại thời điểm ngày 31 tháng 12 năm 2004, đô thị này có dân số 674 và diện tích là 56 km².
Borgo Pace giáp các đô thị sau: Badia Tedalda, Carpegna, Mercatello sul Metauro, San Giustino, Sansepolcro, Sestino.